# Anton Felice Marsili
Antonio Felice Marsili (Bologna, 30 maggio 1651 – Perugia, 5 luglio 1710) è stato un vescovo cattolico e biologo italiano.

## Biografia
Nacque da una famiglia aristocratica di Bologna, primo figlio del conte Carlo Francesco Marsili e di Margherita Ercolani. Lo zio Cesare Marsili era stato un intellettuale amico di Galileo Galilei.
Allievo dell'abate Vitale Terrarossa, si laureò all'Università di Bologna in diritto civile e canonico nel 1670, discutendo le sue tesi di logica e di filosofia nella Chiesa di San Procolo rispettivamente nel 1668 e nel 1669. Dopo la laurea trascorse un periodo a Roma dove frequentò gli ambienti letterari. Di ritorno dalla capitale pontificia, rinunciò al suo status di primogenito in favore del fratello Luigi Ferdinando per dedicarsi completamente agli studi, prendendo gli ordini religiosi.
Le sue primissime opere, come le tesi o la dissertazione Delle sette de’ filosofi e del genio di filosofare, influenzate dal Terrarossa, sostengono la compatibilità dell'atomismo democriteo con la filosofia aristotelica, ma già in seguito si distacca dai tradizionali studi filosofici per avvicinarsi al pensiero scientifico europeo dell'epoca, assumendo a modello la Royal Society londinese.
Il suo percorso lo porterà ad essere esponente del "cattolicesimo galileiano", un filone di pensiero che richiedeva il rinnovamento degli studi cattolici, distinguendo tra il campo della natura e quello della fede, accettando così la moderna cultura scientifica. Marsili si dedicò quindi sia alla storia naturale che all'erudizione religiosa, direttrici tipiche di questa tendenza. In ciò svolse un importante ruolo, creando legami epistolari con Benedetto Bacchini ed esercitando una notevole influenza sul giovane Ludovico Antonio Muratori.
Durante l'elaborazione del progetto di una "storia naturale del territorio bolognese", poi abortito, scrisse una lettera a Malpighi nel 1683 che conteneva una Relazione sul ritrovamento delle uova di chiocciole. Qui confutò la tesi della generazione spontanea, ancora difesa dagli studiosi che seguivano l'autorità di Aristotele, ultimo dei quali il gesuita Filippo Bonanni che soli due anni prima l'aveva sostenuta nell'opera Ricreazione dell'occhio e della mente nell'osservanza delle chiocciole. Ciò provocò la furiosa reazione del gesuita, il quale rispose con una violenta polemica, ma il nome di Marsili acquistò una certa risonanza nel panorama scientifico europeo. Tuttavia Marsili personalmente diede pochi contributi allo sviluppo degli studi naturalistici, agendo invece in maniera più politica, come dimostrerà nel corso del tempo, perseguendo i suoi ideali.

### L'arcidiaconato e i progetti di riforma dell'Università
Nel 1686 Marsili venne nominato arcidiacono della cattedrale di San Pietro a Bologna, incarico prestigioso poiché comportava anche quello di cancelliere dello Studio. Ciò gli permise sin da subito di poter concretizzare i suoi pensieri di riforma culturale. Come prima iniziativa istituì due accademie poste sotto la sua protezione, una "ecclesiastica" e l'altra "filosofica-esperimentale", secondo le linee che già caratterizzavano la cultura marsiliana. Sin dall'inizio era chiaro il fine ultimo delle accademie, ovvero il rinnovamento dell'università.
Lo Studio infatti versava in condizioni miserevoli a causa della scarsità di fondi per stipendiare i lettori, da cui un notevole calo degli studenti immatricolati. L'arcidiacono diede la colpa di questa decadenza ai collegi dottorali, accusati di voler mantenere un assetto corporativo e di avere una ristretta visione municipalistica. I dottori tendevano a restringere il lettorato come privilegio dell'aristocrazia urbana, e differenziavano in tal senso le procedure di laurea. Queste potevano essere "alla bolognese", molto costosa e riservata ai cittadini, oppure "alla forestiera", per gli stranieri, i provenienti dal contado e in generale chi non poteva permettersi la prima laurea; inoltre, questi ultimi dovevano giurare di non accettare letture a Bologna. Infine le letture erano assegnate per anzianità, relegando ai margini i giovani laureati.
Marsili propose un piano particolareggiato di riforma organica dell'università nel 1689, nel quale innanzitutto prospettò di fissare un tetto massimo di letture e abolire ogni privilegio di anzianità e cittadinanza per l'attribuzione. Nacque inevitabilmente un conflitto tra il cancelliere e i dottori universitari, con il primo che arrivò all'ingiunzione verso i collegi di Medicina e Filosofia, provocando di conseguenza il blocco delle lauree. Marsili scrisse un opuscolo, Delle prerogative del Cancelliere Maggiore dello Studio generale di Bologna, per rafforzare il suo ruolo e sostenere il suo piano. I professori reagirono scrivendo la Caparra di risposta, pubblicata nel 1690.
Questo scontro perdurò fino al 1694, quando il Legato e il Senato approvarono le nuove Ordinazioni e Costituzioni dell'università che ribadivano i privilegi dei cittadini bolognesi e l'ordine di anzianità per il lettorato, ponendo così fine ai tentativi di riforma marsiliani.

### Vescovo di Perugia
Nel 1701 fu nominato vescovo di Perugia, dove le sue volontà riformatrici si manifestarono sul Collegio della Sapienza Vecchia, del cui effettivo operato abbiamo però poche notizie.
Nel 1707 divenne assistente al Soglio Pontificio. Morì a Perugia il 5 luglio 1710 di etisia o ulcera ai polmoni.

## Opere
- Flores logicales, seu thaeses ex vniuersa logica selectae quas in Ecclesia sancti Proculi publice defendendas proponit Antonius Faelix Marsilius datur cuique locus arguendi, Bononiae: typis Iacobi Montij, 1668
- Concordia Democriti, et Aristotelis ex ipsis doctrinis peripatus iterato firmius stabilita: Theses ex vniuersa philosophia depromptae, quas eminentissimo Carolo Carafae Legato a Latere vigilantissimo, Bononiae: typis Iacobi Montij, 1669
- Relazione del ritrovamento dell'uova di chiocciole di A.F.M. in una lettera al sig. Marcello Malpighi, In Bologna: per gl'eredi d'Antonio Pisarri, 1683
- Antonii Felicis, Abbatis Marsilii De ovis cochlearum epistola ad Marcellum Malpighium, med. Bononiens. cum Joh. Jacobi Harderi ... epistolis aliquot, de partibus genitalibus cochlearum, generatione item insectorum ex ovo, ad praefatum abbatem, & D. Lucam Schrockium, Augustae Vindelicorum: sumptibus Theophili Goebelii, bibliopolae: literis Leonhardi Zachariae, 1684
- Memorie per riparare i pregiudizj dell'Universita dello Studio di Bologna, e ridurlo ad una facile, e perfetta Riforma, Bologna: eredi di Antonio Pisarri, 1689
- Delle prerogative del Cancellierato maggiore dello Studio generale di Bologna, carico depositato nell'arcidiacono della metropolitana di essa città, raccolte da monsignore Antonio Felice Marsigli moderno arcidiacono, e maggior cancelliere, Bologna:  eredi d'Antonio Pisarri, 1692

## Genealogia episcopale
La genealogia episcopale è:
- Cardinale Juan Pardo de Tavera
- Cardinale Antoine Perrenot de Granvelle
- Vescovo Frans van de Velde
- Arcivescovo Louis de Berlaymont
- Vescovo Maximilien Morillon
- Vescovo Pierre Simons
- Arcivescovo Matthias Hovius
- Arcivescovo Jacobus Boonen
- Arcivescovo Gaspard van den Bosch
- Vescovo Marius Ambrosius Capello, O.P.
- Arcivescovo Alphonse de Berghes
- Cardinale Sebastiano Antonio Tanara
- Vescovo Anton Felice Marsili